# Katerina Bilokur
Katerina Vasilivna Bilokur (ukr. Катерина Василівна Білокур; Bohdanivka, Ukrajina, 7. prosinca 1900. - Bohdanivka, Ukrajina, 10. lipnja 1961.) bila je ukrajinska naivna slikarica
Na većini slika Katerine Bilokur motiv je cvijeće. Često je na svojim slikama spajala proljetne i jesenske elemente, a takva slika se crtala od proljeća do jeseni. Na primjer, šest dalija na slici "Kolhovsko polje" naslikano je tijekom tri tjedna. Osim cvijeća, Bilokur je slikala pejzaže i portrete. Nekoliko puta pokušala je prikazati priču o rodi koja donosi dijete, ali je odustala od te ideje zbog zbunjenosti drugih. Pedesetih godina 20. stoljeća, Bilokur ima prve pokušaje slikanja akvarelom. Njezina najbolja djela tog vremena - "Selo Bohdanivka u rujnu", "Izvan sela" (1956.), "Rano proljeće" (1958.), "Jesen" (1960.) - odlikuju se izvanrednom emocionalnom ekspresivnošću. U posljednjim godinama života, obilježenim teškom bolešću, Bilokur je naslikala niz zapaženih platna: "Tratinčice" (1958.), "Božuri" (1958.), "Bohdanovske jabuke" (1959.), "Snop cvijeća" (1959.).
U Nacionalnom muzeju ukrajinske narodne dekorativne umjetnosti u Kijevu, u dijelu Kijevo-pečerske lavre, nalazi se zbirka njezinih slika, uključujući cvjetne mrtve prirode: "Cvijeće na ogradi" (1935.), "Cvijeće i Kalina" (1940.), "Divlje cvijeće" (1940.) i "Ukrasno cvijeće" (1945.).
U lipnju i srpnju 2015. održana je retrospektiva rada Katerine Bilokur u Nacionalnom kulturnom i umjetničkom i muzejskom kompleksu "Arsenal umjetnosti" u Kijevu.

## Galerija
- Poštanska marka Ukrajine sa slikom Katerine Bilokur.
- Prigodna kovanica Ukrajine s likom Katerine Bilokur.
- Poštanska marka Ukrajine s likom i slikom Katerine Bilokur.
- Grob Katerine Bilokur.